# Jordan Stout
Jordan Connor Stout (Abingdon, 4 agosto 1998) è un giocatore di football americano statunitense che milita nel ruolo di punter per i Baltimore Ravens della National Football League (NFL).

## Carriera

### Baltimore Ravens
Stout al college giocò a football a Virginia Tech (2017-2018) e a Penn State. Fu scelto nel corso del quarto giro (130º assoluto) assoluto nel Draft NFL 2022 dai Baltimore Ravens. Dopo il ritiro del veterano Sam Koch fu nominato punter titolare prima dell'inizio della stagione regolare. Debuttò nel primo turno contro i New York Jets calciando 6 punt per 291 yard. La sua stagione da rookie si chiuse calciando 57 punt a una media di 45,9 yard l'uno.